# Herzensangelegenheiten
Herzensangelegenheiten (Originaltitel: Gray Matters) ist eine US-amerikanische Filmkomödie von Sue Kramer aus dem Jahr 2006.

## Handlung
Die New Yorker Geschwister Gray und Sam teilen eine Wohnung, stehen sich sehr nahe und verbringen zusammen viel Zeit. Sie werden häufig für ein Liebespaar gehalten. Die Werbefachfrau Gray setzt sich als Ziel, für beide einen Partner zu finden. In einem Hundepark lernen sie die aus San Francisco zugezogene Zoologin Charlie kennen, sie verabreden sich und gehen am Abend zu dritt aus. Bereits nach der ersten Verabredung macht Sam Charlie einen Antrag. Gray ist gar nicht begeistert, dass ihr Bruder überstürzt heiraten möchte.
Die Hochzeit soll in Las Vegas stattfinden, wo Gray und Charlie auch den Junggesellinnenabschied Charlies feiern. Nachdem sie zu viel getrunken haben, küssen sie sich. Gray ist deswegen völlig aufgelöst, auch weil sie erkennt, dass sie in ihre Schwägerin in spé verliebt ist. Charlie hingegen kann sich nicht an den Kuss erinnern.
Gray offenbart daraufhin ihrer Therapeutin, dass sie glaubt lesbisch zu sein, was ihr bis zu dem Kuss nie bewusst war. Ihre Therapeutin hält dies aber nur für eine Phase und rät ihr weiterhin mit Männern auszugehen. Nach einigen missglückten Verabredungen sieht Gray ein, dass sie nicht länger mit einer Lüge leben kann. Da sie sich weiterhin zu ihrer Schwägerin hingezogen fühlt, gesteht sie ihrem Bruder, der schon lange ahnte, dass Gray lesbisch ist, den Kuss mit Charlie. Sam reagiert zwar positiv auf ihr Eingeständnis, missbilligt aber den Kuss mit Charlie. Er wirft sie daraufhin aus der gemeinsamen Wohnung und sagt ihr, dass sie sich von ihm und Charlie fernhalten soll.
Gray konzentriert sich von nun an mehr auf ihre Arbeit und den Werbeauftrag einer Neukundin. Sie versucht weiterhin ihre sexuelle Neigung vor ihren Kollegen zu verheimlichen, als sich ihr Bruder jedoch mit ihr versöhnen will, outet er sie unfreiwillig. Gray ist nun fast mit sich im Reinen und traut sich in eine Lesbenbar zu gehen.

## Kritiken
Ruthe Stein schrieb im San Francisco Chronicle vom 23. Februar 2007, der Film zeige Charaktere, die viel zu naiv seien, um existieren zu können. Das „Treiben“ der Charaktere sei derart „unplausibel“, dass der Zuschauer schnell die Geduld und das Interesse verliere.
Desson Thomson schrieb in der Washington Post vom 9. März 2007, der Film gehöre zu einer Reihe der romantischen Komödien wie Weil ich ein Mädchen bin, die die Lebensart der homosexuellen Menschen zeigen würden. Herzensangelegenheiten zeige wie viele dieser Filme die Verwirrung des Hauptcharakters während des Erforschens der eigenen Sexualität. Dem Publikum falle es jedoch schwer, sich mit einem Charakter zu identifizieren, dessen Verhältnis zum eigenen Bruder an Inzest grenze.
Bill Zwecker schrieb in der Chicago Sun-Times vom 9. März 2007, fast jede Szene wirke heuchlerisch. Die Zuschauer würden nicht glauben, dass das, was auf der Leinwand passiere, wirklich geschehen könne. Die Darsteller seien „kompetent“ und würden „attraktiv“ wirken. Die „schöne“ und „charmante“ Heather Graham wirke als eine Lesbe „überzeugend“, obwohl ein wenig „aufgezwungen“. Das Talent von Sissy Spacek sei „verschwendet“. Zwecker lobte die Darstellungen von Molly Shannon – die „einige der besten Dialogzeilen habe“ – und Alan Cumming, der „charmant“ und „überzeugend“ spiele.
Das Lexikon des internationalen Films urteilt, dass der Film trotz „eher löchrigem Drehbuch“ eine „munter gespielte“ „leichtgewichtige Geschlechterkomödie“ sei.

## Hintergrund
Der Film wurde in New York City und in Vancouver gedreht und feierte seine Premiere am 21. Oktober 2006 auf dem Hamptons International Film Festival. In den Vereinigten Staaten wurde er ab dem 23. Februar 2007 in 15 Kinos gezeigt, in denen er ca. 60 Tsd. US-Dollar einspielte. In Deutschland wurde Herzensangelegenheiten am 4. Juni 2009 auf DVD veröffentlicht.